# Чеський квартал (Хуст)
Чеський квартал, також Чеське містечко, «Масарикова колонія» — квартал у місті Хуст, спроєктований чеським архітектором-функціоналістом Їндржихом Фрейвальдом у стилі шале, модернізму та функціоналізму. Квартал розташований між вулицями Томаша Масарика, Карпатської України,  Шевченка та Братиславською, а через нього проходить вулиці Празька, сім'ї Петрашко та площа Дмитра Вакарова

## Історія
1923 року Міністерство громадських робіт Чехословаччини оголосило конкурс на будівництво помешкань для чиновників у Хусті. Конкурс виграв відомий чеський архітектор Їндржих Фрейвальд (чеськ. Jindřich Freiwald, тож будівництвом займалася його компанія «Фрейвальд і Бем». Від імені тогочасного президента Чехословаччини Томаша Масарика житловий квартал стали називати Масариковою колонією.
Будівництво комплексу тривало протягом 1924—1925 років. Першими мешканцями кварталу стали сім'ї держслужбовців, зокрема працівників податкової служби та Держбанку, а згодом в ньому жили учителі, лікарі, інженери та офіцери, які приїхали працювати до Хуста. Після Другої світової війни у кварталі мешкали радянські чиновники. На площі у центрі Чеського кварталу поставили пам'ятник українському поету-антифашисту Дмитрові Вакарову.

## Архітектура
Архітектор створив квартал у стилях шале, модернізму та функціоналізму, при цьому поєднав їх із місцевими народними мотивами: використав колоди зі зрубами, декоративні дерев'яні деталі та дерев'яні фронтони. Зодчі будували з традиційних місцевих матеріалів: дерева, каменю та гравію, дахи будинків крили керамічною черепицею. Кожен будинок мав невеликий сад, відділений від сусідніх садів дерев'яно-бетонною огорожею.

## Планування
Планування Чеського кварталу включало 16 будинків: двоповерхові сімейні вілли, групи по 4—6 будинків та багатоквартирні. У деяких будинках були спільні ванни та пральні. Оскільки під землею виявили високі ґрунтові води, підвальних приміщень у будинках не було. Комплекс будівель утворює кільце та обмежений чотирма вулицями: Томаша Масарика, Карпатської України, Братиславською та Шевченка.

## Галерея

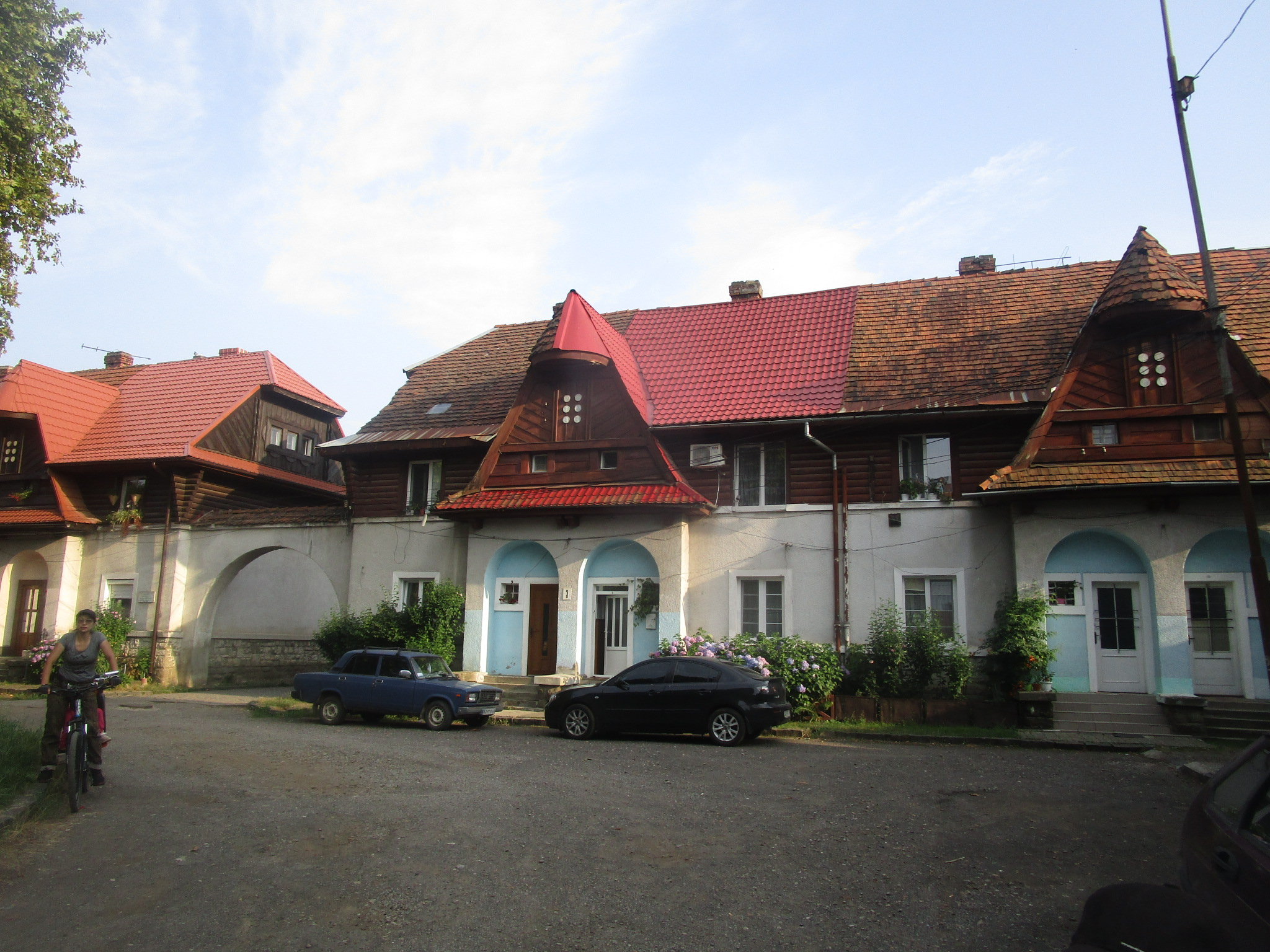
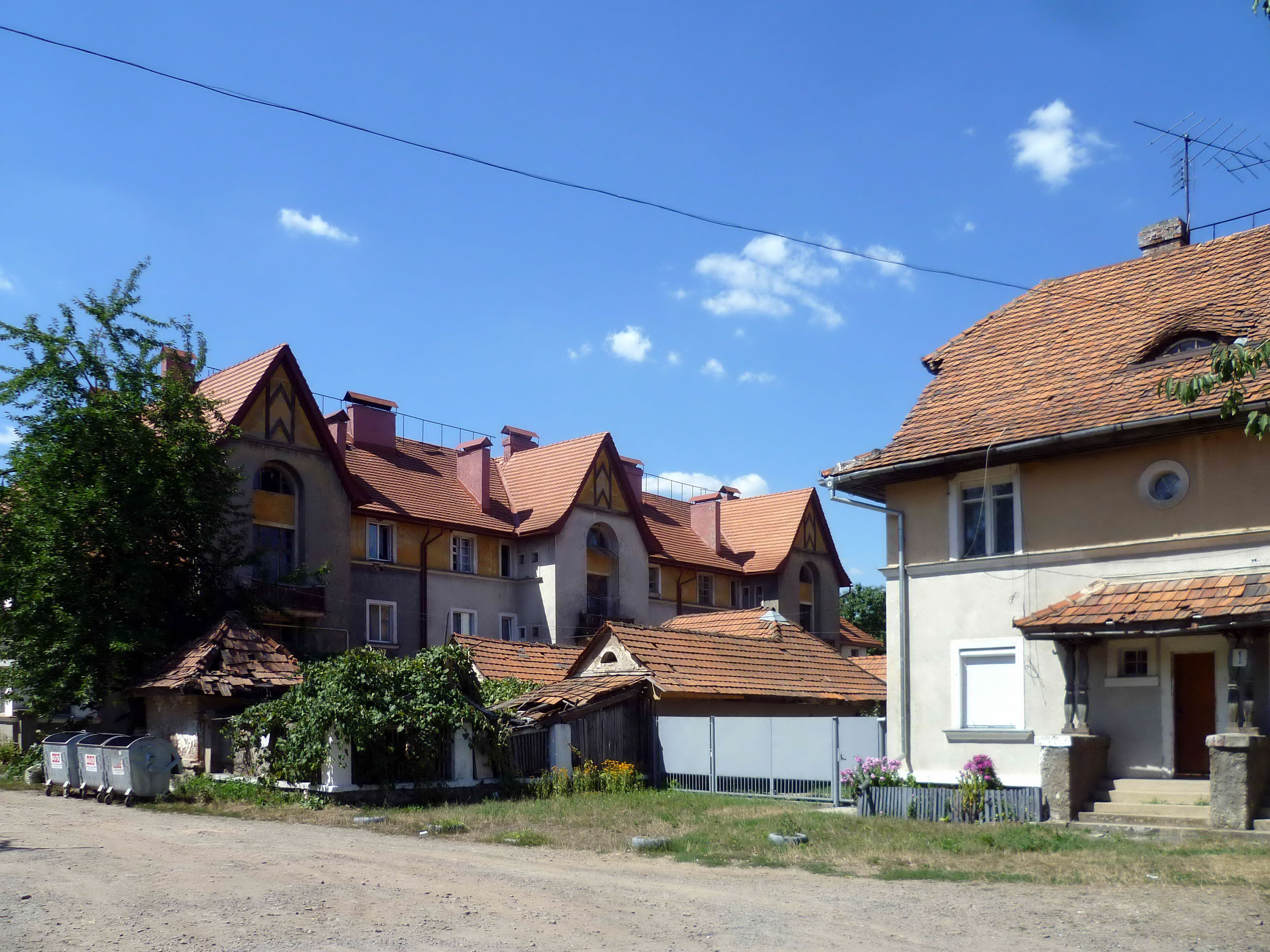
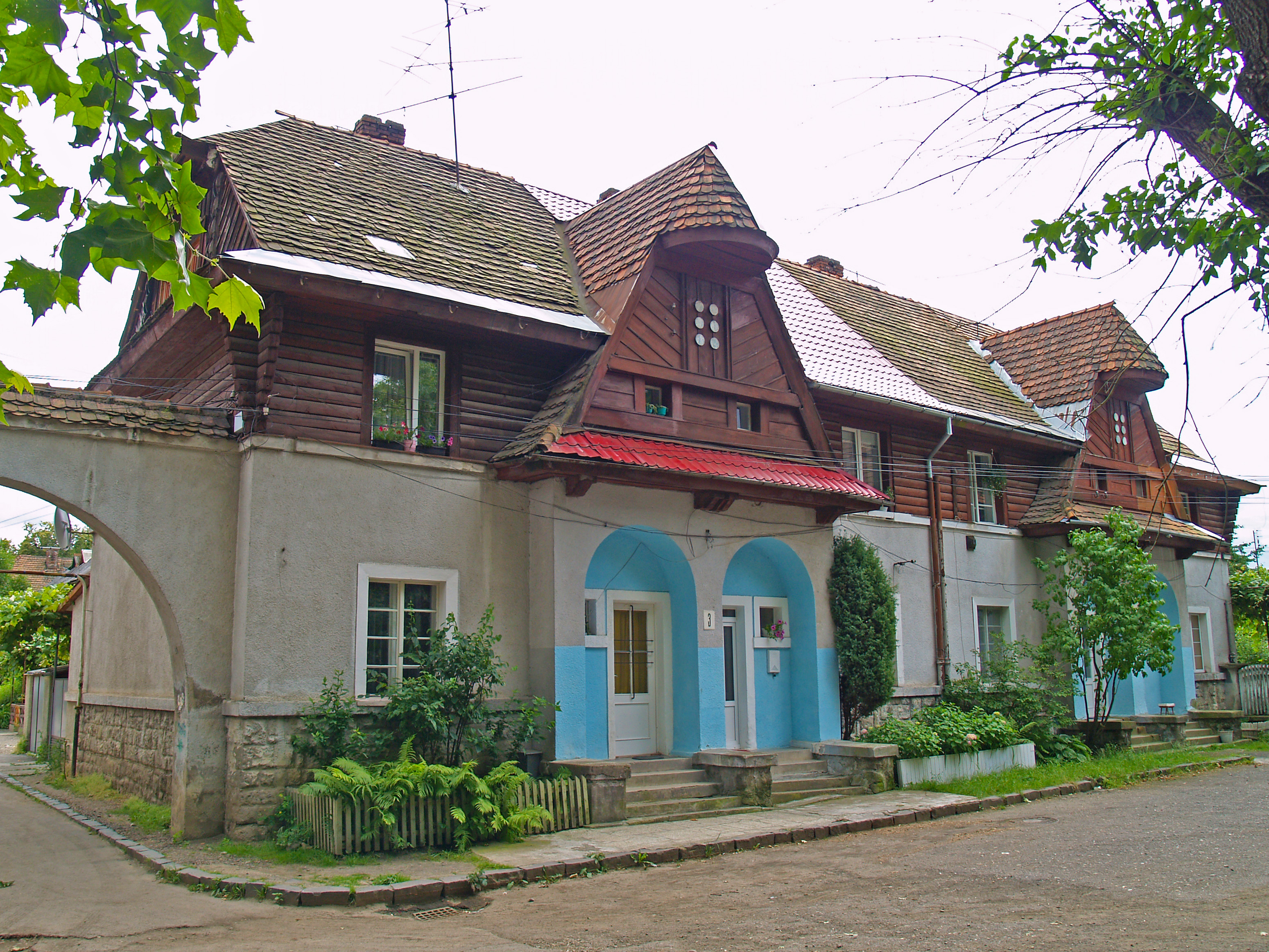
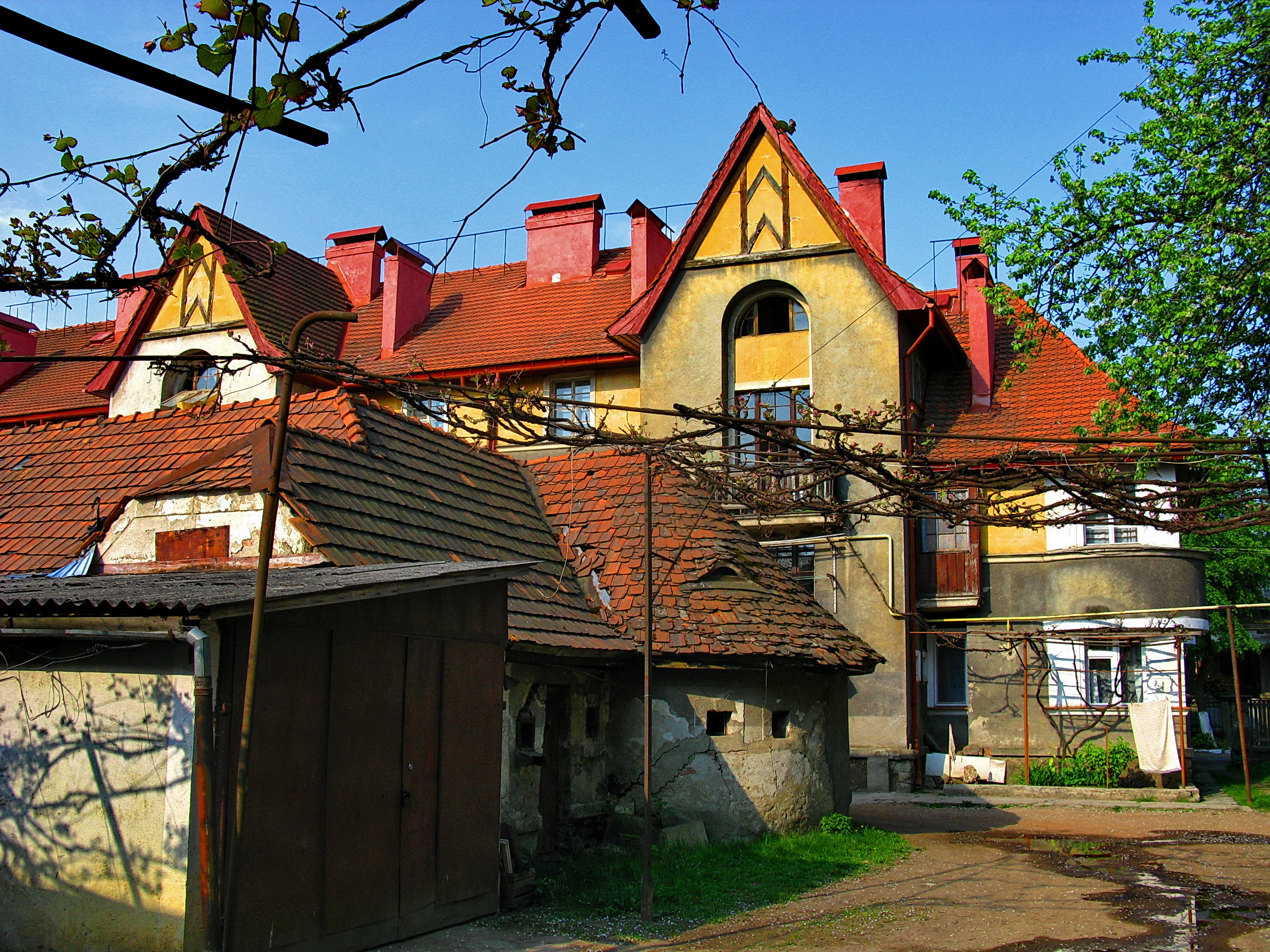
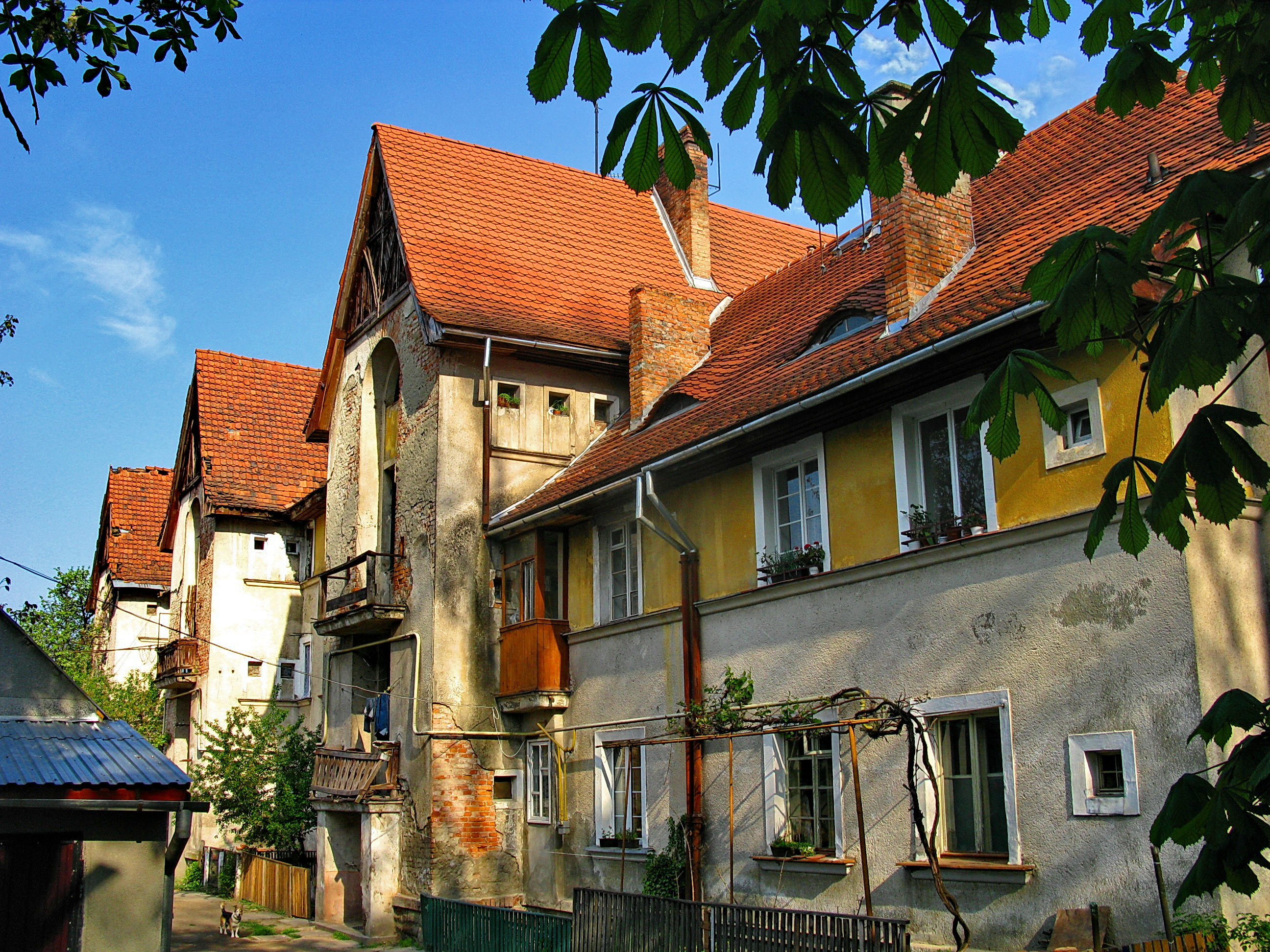
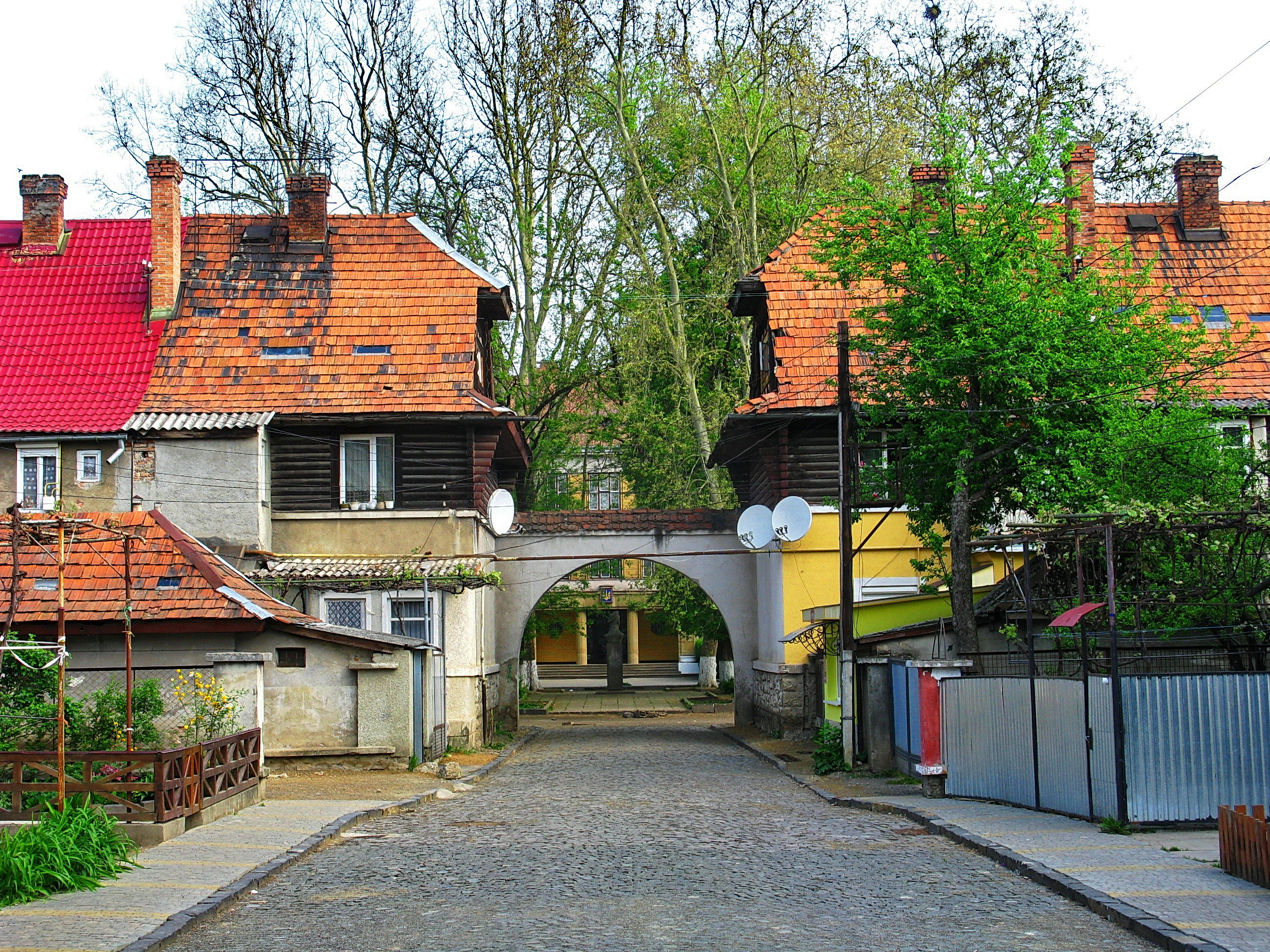
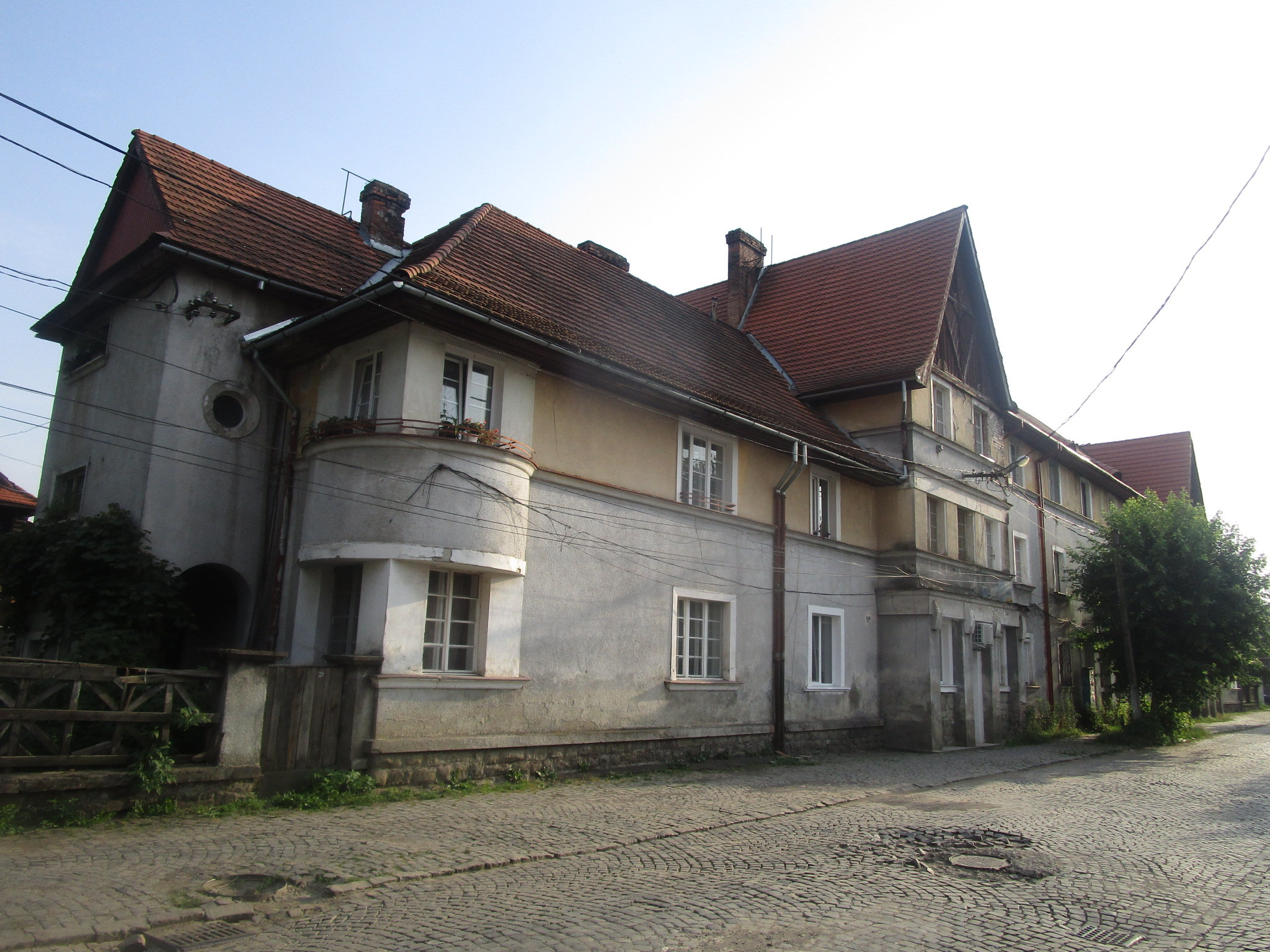
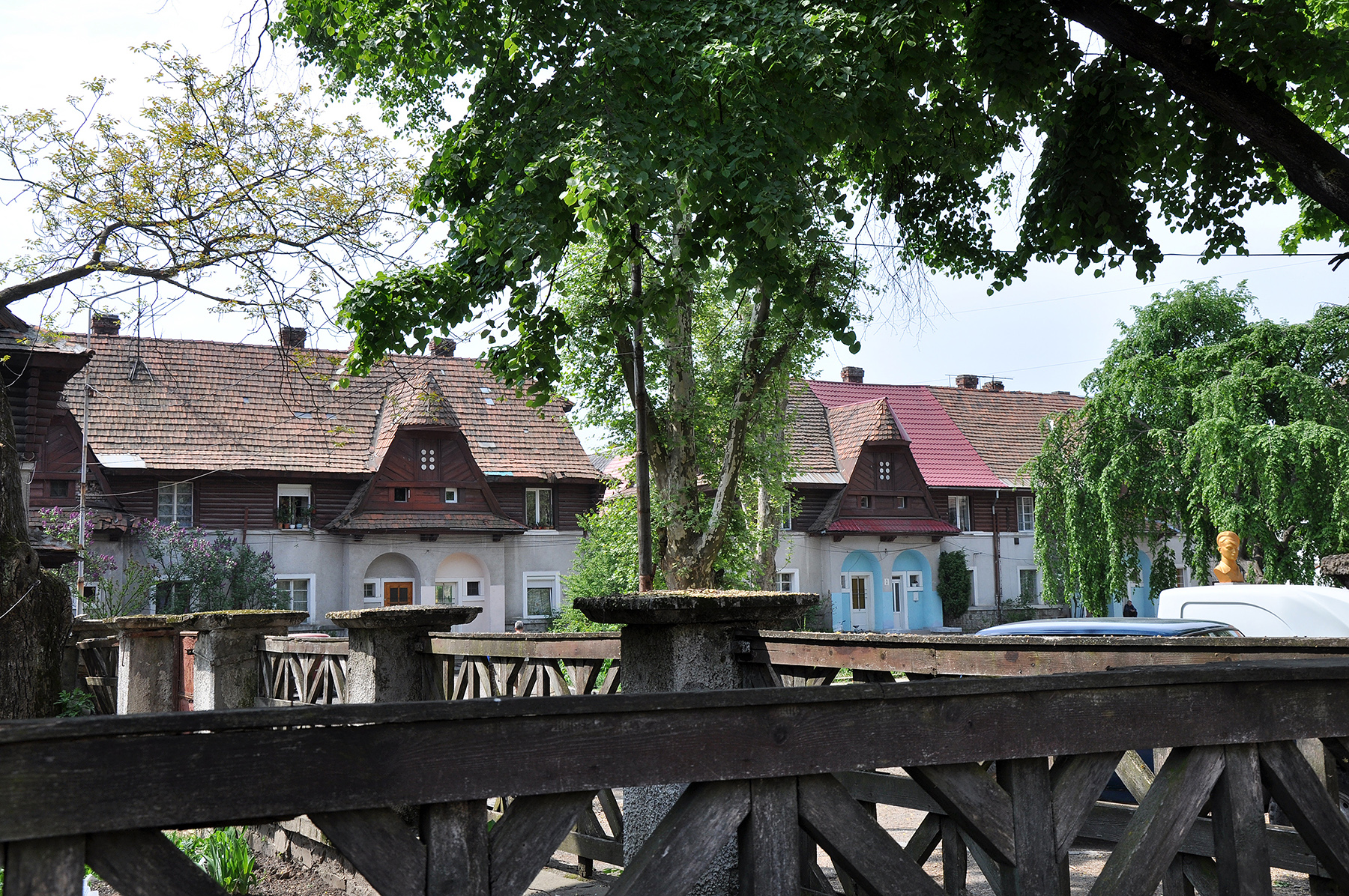